# Ramona Straub
Ramona Straub (Titisee-Neustadt, 19 september 1993) is een Duitse schansspringster. Ze vertegenwoordigde haar vaderland op de Olympische Winterspelen 2018 in Pyeongchang.

## Carrière
Bij haar wereldbekerdebuut, in januari 2012 in Hinterzarten, scoorde Straub direct wereldbekerpunten. In januari 2014 behaalde de Duitse in Tsjaikovski haar eerste toptienklassering in een wereldbekerwedstrijd. Op de wereldkampioenschappen schansspringen 2017 in Lahti eindigde ze als 33e op de normale schans. Tijdens de Olympische Winterspelen van 2018 in Pyeongchang eindigde Straub als achtste op de normale schans.
In december 2018 stonde ze in Lillehammer voor de eerste maal in haar carrière op het podium van een wereldbekerwedstrijd. In Seefeld nam de Duitse deel aan de wereldkampioenschappen schansspringen 2019. Op dit toernooi eindigde ze als achttiende op de normale schans, samen met Juliane Seyfarth, Carina Vogt en Katharina Althaus werd ze wereldkampioen in de landenwedstrijd.

## Resultaten

### Olympische Spelen
| Jaar | Plaats      | Resultaten |
| ---- | ----------- | ---------- |
| 2018 | Pyeongchang | 8e HS106   |

### Wereldkampioenschappen
| Jaar | Plaats  | Resultaten             |
| ---- | ------- | ---------------------- |
| 2017 | Lahti   | 33e HS100              |
| 2019 | Seefeld | 18e HS109 · Team HS109 |

### Wereldbeker
Eindklasseringen
| Seizoen   | Algm | RAW |
| --------- | ---- | --- |
| 2011/2012 | 40e  |     |
| 2012/2013 | 38e  |     |
| 2013/2014 | 18e  |     |
| 2015/2016 | 46e  |     |
| 2016/2017 | 19e  |     |
| 2017/2018 | 14e  |     |
| 2018/2019 | 14e  | 42e |